# Медічина
Медічина (італ. Medicina) — муніципалітет в Італії, у регіоні Емілія-Романья,  метрополійне місто Болонья.
Медічина розташована на відстані близько 300 км на північ від Рима, 24 км на схід від Болоньї.
Населення — 16 847 осіб (2014).
День покровительки міста Святої Лучії відзначається 13 грудня. 
В Медічині діє радіообсерваторія. 

## Демографія
Населення за роками:

Станом на 1 січня 2023 року в муніципалітеті офіційно проживали 1422 іноземці з 58 країн, серед них 589 громадян країн Євросоюзу та 94 громадяни України.

## Уродженці
- Джакомо Бульгареллі (1940 —  2009) — відомий у минулому італійський футболіст, півзахисник.
- Франческо Ламберті-футболімт, тренер

## Сусідні муніципалітети
- Арджента
- Будріо
- Кастель-Гуельфо-ді-Болонья
- Кастель-Сан-П'єтро-Терме
- Імола
- Молінелла
- Оццано-делл'Емілія